# Calycellinopsis
Calycellinopsis — рід грибів родини Dermateaceae. Назва вперше опублікована 1990 року.

## Класифікація
До роду Calycellinopsis відносять 1 вид:
- Calycellinopsis xishuangbanna